# Livia S. Eberlin
Livia Schiavinato Eberlin é uma química analítica brasileira que ganhou  diversos prêmios incluindo o  "Nobel de Assinatura" da American Chemical Society . Ficou mais conhecida por inventar uma caneta chamada de "MasSpec Pen"que acelera para poucos segundos a detecção de tecidos com câncer . Ela ganhou uma bolsa MacArthur "Genius" por sua pesquisa sobre o uso de espectrometria de massa para detectar tecidos cancerígenos.

## Educação e carreira
Eberlin é filha do também químico  Marcos Nogueira Eberlin.  Ela nasceu em Campinas e estudou na Universidade de Campinas; ela obteve seu diploma de bacharel em 2007. Após pesquisa de pós-doutorado na Universidade de Stanford com Richard Zare, ela ingressou no corpo docente da faculdade de química da Universidade do Texas em Austin em 2012.

## Prêmios[13]
| 2020 | Prêmio Eli Lilly Young Investigator em Química Analítica |
| 2020 | Prêmio IFCC de Jovem Investigador |
| 2020 | Prêmio Curt Brunnée, Conferência Internacional de Espectrometria de Massa |
| 2019 | Prêmio Arthur F. Findeis, Divisão de Química Analítica da ACS |
| 2019 | 53º Delegado Anual da Cúpula Internacional de Conquistas, American Academy of Achievement                                                                                     |
| 2019 | American Associate for Clinical Chemistry Young Investigator Award |
| 2019 | Prêmio Purdue Distinguished Alumni, Purdue University, IN |
| 2018 | Moore Inventor Fellow |
| 2018 | MacArthur Fellow |
| 2018 | Sloan Research Fellowship |
| 2017 | Nomeado “Super-herói da ciência” pelo Discovery Channel |
| 2016 | Prêmio Marion Milligan Mason para Mulheres nas Ciências Químicas |
| 2015 | Prêmio K99 / R00 Caminho para a Independência NIH / NCI |
| 2015 | Nomeado entre a lista “Forbes '30 under 30” em Ciência e Saúde |
| 2014 | L'Oréal USA for Women in Science Fellowship - concedida a pesquisadores do sexo feminino excepcionais nos Estados Unidos que servem como modelos para as gerações mais jovens |
| 2014 | Nomeado entre a "Lista dos 40 menores de 40 entre os cientistas analíticos"                                                                                                   |
| 2014 | American Chemical Society (ACS) Prêmio Nobel de Assinatura por Educação de Pós-Graduação em Química - concedido à melhor tese de doutorado em Química (2012)                  |
| 2013 | Helena Anna Henzl-Gabor Bolsa de estudo do Fundo para Mulheres Jovens em Ciências, Universidade de Stanford, CA, EUA                                                          |
| 2012 | Center for Molecular Analysis and Design Postdoctoral Fellowship, Stanford University, CA, EUA                                                                                |
| 2012 | Prêmio MG Mellon em Química Analítica, Purdue University, IN, EUA |
| 2012 | Alice Watson Kramer Research Scholar, Purdue University, IN, EUA |
| 2011 | American Chemical Society (ACS) Graduate Summer Fellowship, EUA |
| 2011 | Prêmio Amy Travel, Purdue University, IN, EUA |
| 2011 | Prêmio Eastman Chemical Company de Viagem em Química Analítica, EUA |
| 2009 | Prêmio Viagem do Programa Mulheres na Ciência, Purdue University, IN, EUA |
| 2008 | Prêmio Lavoisier - concedido ao melhor aluno de graduação da turma de Química 2007, São Paulo, Brasil                                                                         |
| 2005 | Bolsa de Graduação do Conselho Nacional de Desenvolvimento da Pesquisa (CNPq), São Paulo, Brasil                                                                              |